# Старе Поліхно
Старе Поліхно (пол. Stare Polichno, нім. Pollychen) — село в Польщі, у гміні Санток Ґожовського повіту Любуського воєводства.
Населення — 727 осіб (2011).
У 1975-1998 роках село належало до Гожовського воєводства.

## Демографія
Демографічна структура станом на 31 березня 2011 року:
|          | Загалом | Допрацездатний вік | Працездатний вік | Постпрацездатний вік |
| -------- | ------- | ------------------ | ---------------- | -------------------- |
| Чоловіки | 356     | 76                 | 254              | 26                   |
| Жінки    | 371     | 78                 | 231              | 62                   |
| Разом    | 727     | 154                | 485              | 88                   |